# Milot Rashica
Milot Rashica (* 28. Juni 1996 in Vushtrria, BR Jugoslawien, heute Kosovo) ist ein kosovarisch-albanischer Fußballspieler. Der Stürmer steht seit Sommer 2023 in der Türkei bei Beşiktaş Istanbul unter Vertrag. Darüber absolvierte er Länderspiele für Albanien sowie den Kosovo.

## Karriere

### Vereine
Rashica begann in der Jugendabteilung des KF Kosova Vushtrri mit dem Fußballspielen. Ab 2013 spielte er für die erste Mannschaft, mit der er in der Spielzeit 2013/14 den kosovarischen Meistertitel gewann. Für Vushtrri kam der Angreifer zu 21 Einsätzen in der ersten Mannschaft, in denen er neun Tore erzielen konnte.
Zur Spielzeit 2015/16 wechselte Rashica im Alter von 19 Jahren in die niederländische Eredivisie zu Vitesse Arnheim. In Arnheim, der Hauptstadt der Provinz Gelderland unweit der deutschen Grenze, konnte er sich einen Stammplatz erkämpfen und wurde in seiner ersten Saison zumeist als Außenstürmer eingesetzt. So kam Rashica in seiner ersten Spielzeit bei Vitesse zu 31 Partien, in denen er fünf Torvorlagen gab und acht Tore selbst erzielte. Drei Partien verpasste er wegen einer Knieverletzung. Vitesse Arnheim beendete die Saison als Tabellenzehnter. Den Start in die Folgesaison verpasste Rashica wegen einer Leistenverletzung, ungeachtet dessen blieb er Stammspieler. In der Saison 2016/17 gewann er mit Vitesse Arnheim den KNVB-Beker, nachdem im Finale gegen AZ Alkmaar – Rashica bereitete ein Tor des zweifachen Torschützen Ricky van Wolfswinkel vor – mit 2:0 gewonnen wurde. Durch den Pokalsieg nahm Vitesse Arnheim an der Gruppenphase der UEFA Europa League teil, wo Rashica in allen Partien zum Einsatz kam.
Ende Januar 2018 wechselte Rashica zum deutschen Bundesligisten Werder Bremen, bei dem er einen Vierjahresvertrag erhielt. Am 12. März 2018 erzielte der Stürmer sein erstes Bundesligator beim 3:1-Heimsieg gegen den 1. FC Köln. Das erste halbe Jahr von Rashica in der Hansestadt endete mit einem 14. Tabellenplatz der Bremer. In der Folgesaison, wo Werder Bremen anfänglich auf einem Europapokalplatz stand, platzierte sich der Verein auf Platz 9. Inzwischen war Rashica regelmäßig zum Einsatz gekommen, doch der Durchbruch gelang ihm erst in der Saison 2019/20, in der er auf verschiedenen Positionen in der Offensive eingesetzt wurde. In dieser Spielzeit kämpfte Werder Bremen gegen den Abstieg und am letzten Spieltag gewannen die Bremer – auf einem Abstiegsplatz stehend – mit 6:1 gegen den 1. FC Köln, wodurch sie sich für die Relegation gegen den Zweitligisten 1. FC Heidenheim qualifizierten. Mit einem torlosen Unentschieden im Bremer Weser-Stadion sowie einem 2:2 in der Voith-Arena in Heidenheim an der Brenz sicherte sich Werder Bremen den Klassenerhalt. Rashica war auch in der folgenden Spielzeit gesetzt, wobei er den Saisonstart aufgrund von Knieproblemen verpasste und während des Jahreswechsels 2020/2021 aufgrund einer Oberschenkelverletzung fehlte. Mitte der Rückrunde noch Tabellenelfter, gewann Werder Bremen bis zum Saisonende kein Spiel mehr und stieg zum Saisonende zum zweiten Mal nach 1980 in die 2. Bundesliga ab.
Von Bremen wechselte Rashica zur Saison 2021/22 zum Premier-League-Aufsteiger Norwich City. Bei den Canaries unterschrieb Rashica einen Vertrag über vier Jahre.

### Nationalmannschaft
Rashica spielte für albanische Jugendnationalmannschaften und zweimal für die A-Nationalmannschaft. Da es sich hierbei lediglich um Freundschaftsspiele gehandelt hatte, war es ihm möglich, den Verband zu wechseln.
So gab er am 5. September 2016 sein Debüt in der kosovarischen A-Nationalmannschaft beim 1:1 gegen Finnland in der WM-Qualifikation; die restlichen Gruppenspiele verlor Rashica mit der Mannschaft ausnahmslos. In der Qualifikation zur EM 2021 stand der Stürmer mit dem Kosovo in den Play-offs.

## Privates
Rashica wurde im Mai 2020 Vater eines Sohnes.

## Erfolge
KF Kosova Vushtrri
- Kosovarischer Meister: 2014

Vitesse Arnheim
- Niederländischer Pokalsieger: 2017

Galatasaray Istanbul
- Türkischer Meister: 2023